# Дамбуки
Дамбуки — упразднённое село в Зейском районе Амурской области России. Исключено из учётных данных в 1976 году.

## География
Село располагалось на правом берегу реки Зея в месте впадения в неё реки Могот, на расстоянии примерно 9 километр (по прямой) к юго-востоку от поселка Береговой. Ныне урочище расположено на дне Зейского водохранилища.

## История
Село возникло в 1889 году. По данным на 1916 год посёлок Дамбуки (включая окружающие прииски) состоял из 195 дворов (население составляло 2070 человек) и входил в состав 3-го горно-полицейского участка Зейского горно-полицейского округа Амурской области.
По данным 1926 года в посёлке Дамбуки имелось 159 хозяйств (29 крестьянского типа и 130 прочих) и проживало 486 человек (237 мужчин и 249 женщин). В национальном составе населения преобладали русские. В административном отношении являлся центром Дамбукинского сельсовета Зейского района Зейского округа Дальневосточного края.
В связи со строительство Зейской ГЭС и попаданием села в зону затопления, в 1970 году население села было переселено во вновь построенный посёлок Береговой.
Решением Амурского исполкома от 18 мая 1976 года № 208, село Дамбуки исключёно из учётных данных как фактически не существующее.